# Rivière Saint-Jean Nord-Est
Pour les articles homonymes, voir Saint-Jean, Rivière Saint-Jean et Rivière-Saint-Jean.
La rivière Saint-Jean Nord-Est est un affluent de la rive nord de la rivière Saint-Jean, coulant dans le territoire non organisé de Lac-Jérôme, dans la municipalité régionale de comté de la Minganie, dans la région administrative de la Côte-Nord, dans la province de Québec (Canada).

## Géographie
Le cours de la rivière Saint-Jean Nord-Est descend du nord, entre la rivière Mingan et la rivière Mingan Nord-Ouest (situé du côté est), ainsi que la rivière Saint-Jean (situé du côté ouest).
La rivière Saint-Jean Nord-Est prend sa source au Lac Charpeney (longueur: 6,7 km; altitude: 541 m), encaissée entre les montagnes, dans le territoire non organisé de Lac-Jérôme. Ce lac comporte deux parties séparées entre elles par la Passe Kauapauakaht. Ce lac est alimenté notamment par cinq décharges (venant de l'est) de ruisseaux, par la décharge (venant du sud) du lac Fauteux, à:
- 74,4 km au sud-est de la limite entre le Labrador et le Québec;
- 46,7 km au nord de l'embouchure de la rivière Saint-Jean Nord-Est;
- 31,2 km au sud-ouest d'une courbe de la rivière Romaine;
- 95,7 km au nord-ouest du centre-ville de Havre-Saint-Pierre.

À partir de l'embouchure du lac Charpeney, le cours de la rivière Saint-Jean Nord-Est descend sur 70,4 km, avec une dénivellation de 490 m, selon les segments suivants:
Cours supérieur de la rivière Saint-Jean Nord-Est (segment de 8,2 km)
- 4,7 km vers le nord, en traversant consécutivement un premier lac (longueur: 1,3 km; altitude: 541 m); un deuxième lac (longueur: 2,8 km; altitude: 539 m); un troisième lac (longueur: 0,9 km; altitude: 538 m lequel comporte une île en son centre et une presqu'île) et recueille un ruisseau (venant du nord-ouest), jusqu'à son embouchure;
- 3,5 km d'abord vers le nord dans une vallée de plus en plus encaissée, jusqu'à un coude de rivière; puis vers l'est en traversant le Portage Kapapuanapestshepant, ainsi qu'en traversant un lac formé par l'élargissement de la rivière, jusqu'à son embouchure. Note: ce lac reçoit la décharge (venant du nord-ouest) du Lac des Caps;

Cours intermédiaire de la rivière Saint-Jean Nord-Est (en aval de la décharge du Lac des Caps) (segment de 20,5 km)
- 7,0 km d'abord vers l'est jusqu'à un coude de rivière; puis vers le sud en traversant successivement trois plans d'eau (formés par l'excroissance de la rivière) dont l'altitude des deux premiers est de 434 m et le dernier 432 m lequel est plutôt difforme, jusqu'à l'embouchure de ce dernier. Dans ce segment, la rivière recueille la décharge (venant du nord-est) d'un ensemble de lac; tandis que le troisième lac reçoit du côté est la décharge d'un ensemble de lacs;
- 7,8 km vers le sud-est dans une vallée encaissée, en formant d'abord une courbe vers l'est pour contourner une montagne, en recueillant la décharge (venant du nord-est) de deux lacs, en traversant quelques séries de rapides jusqu'à un coude de rivière (correspondant à la décharge (venant du nord) d'un ensemble de lacs) où le courant contourne deux îles, puis vers le sud en traversant un lac (longueur: 0,6 km; altitude: 390 m), jusqu'à son embouchure;
- 5,7 km vers le sud-est dans une vallée encaissée, en passant du côté ouest du Mont Uhukanatshehu, en recueillant la décharge (venant du sud-ouest) d'un ensemble de lacs, en recueillant un ruisseau (venant du nord-est), en recueillant la décharge (venant du sud-ouest) d'un lac, en recueillant la décharge (venant du nord) d'un lac, en courbant vers le sud où elle traverse quelques séries de rapides, puis vers le sud-ouest, jusqu'à la confluence du ruisseau d'Antan (venant de l'ouest);

Cours intermédiaire de la rivière Saint-Jean Nord-Est (segment de 19,7 km)
- 7,5 km vers le sud dans une vallée encaissée, en recueillant un ruisseau (venant du nord-ouest), en recueillant un ruisseau (venant du nord-est), en recueillant décharge (venant de l'ouest) d'un ensemble de lacs, et en recueillant décharge (venant de l'est) de quelques petits lacs, jusqu'à un coude de rivière (correspondant à un ruisseau (venant de l'est);
- 7,8 km vers le sud-ouest en recueillant 4 ruisseaux (venant de l'ouest), en recueillant 3 décharges de lacs (venant du sud-est), jusqu'à un coude de rivière (correspondant à la décharge (venant du sud-est) d'une ensemble de petits lacs)); formant une boucle vers le nord,
- 4,4 km d'abord vers l'ouest en recueillant la décharge (venant du nord) de quelques petits lacs, ainsi qu'un ruisseau (venant du sud); puis vers le sud-ouest, en recueillant la décharge (venant du nord-ouest) de deux petits lacs, traversant les Rapides Kakahtshekauh, formant une boucle vers le sud; recueillant une petite rivière (venant du nord), jusqu'à la confluence d'une rivière (venant du nord-ouest);

Cours inférieur de la rivière Saint-Jean Nord-Est (segment de 22,0 km)
- 8,6 km vers le sud d'abord dans une petite vallée forestière, puis dans une vallée encaissée, en recueillant un ruisseau (venant du nord-est), en passant au pied de la Falaise Kaiamehenant (située sur la rive ouest), en recueillant la décharge (venant du nord-est) de deux lacs, en courbant vers le sud-ouest, en recueillant la décharge (venant du nord-ouest) de deux lacs, en passant devant le lieu-dit Uhukanatshehu (situé à flanc de montagne sur la rive est), jusqu'à un coude de rivière;
- 6,7 km d'abord vers le sud en formant d'abord une courbe vers l'ouest, dans une vallée encaissée, en recueillant la décharge (venant du nord) de quelques lacs, en passant le Coude Kanatuapiaht, en recueillant la décharge (venant du nord-ouest) d'un lac, en formant un petit crochet vers l'ouest, recueillant un ruisseau (venant du nord), recueillant le ruisseau Uhtshisk (venant du nord), formant une boucle vers l'ouest près de la fin du segment, jusqu'à la rivière ? (venant de l'ouest);
- 6,7 km vers le sud dans une vallée encaissée, en formant une grande boucle vers l'est pour contourner une montagne, en traversant une série de rapides, jusqu'à son embouchure[1].

La rivière Saint-Jean Nord-Est se déverse dans un coude de rivière sur rive nord de la rivière Saint-Jean. Cette confluence est située à:
- 59,5 km au nord-ouest du centre du village de Havre-Saint-Pierre;
- 49,4 km au nord de l'embouchure de la rivière Saint-Jean;
- 172,8 km au nord-ouest du centre-ville de Sept-Îles[1].

À partir de cette confluence, le courant descend la rivière Saint-Jean sur 65,7 km vers le sud pour aller se déverser sur la rive nord du golfe du Saint-Laurent, soit dans le Détroit de Jacques-Cartier.

## Toponymie
Le toponyme « rivière Saint-Jean Nord-Est » a été officialisé le 5 décembre 1968 à la Banque des noms de lieux de la Commission de toponymie du Québec.